# Acústico - A Revolução Está de Volta
Acústico - A Revolução está de volta é um álbum ao vivo da banda Katsbarnea lançado em 2000. Foi gravado no final de 1999, contendo os maiores sucessos da banda gravados nos discos anteriores. É o primeiro trazendo Paulinho Makuko como vocalista da banda, após a saída de Brother Simion.
O disco foi o mais bem sucedido da banda em vendagem, com mais de 100 mil cópias, recebendo um disco de ouro e sendo considerado o melhor álbum acústico de 2000.
| Críticas profissionais | Críticas profissionais |
| Avaliações da crítica  | Avaliações da crítica  |
| Fonte                  | Avaliação              |
| ---------------------- | ---------------------- |
| O Propagador           | [ 8 ]                  |
| Super Gospel           | [ 9 ]                  |

## Faixas
| N.º            | Título                          | Compositor(es)                     | Duração |  |
| 1.             | "Extra"                         | Brother Simion                     | 5:22    |  |
| 2.             | "Grito de Katsbarnea"           | Brother Simion e Estevam Hernandes | 3:27    |  |
| 3.             | "Congestionamento"              | Brother Simion e Estevam Hernandes | 2:56    |  |
| 4.             | "Consumo"                       | Katsbarnea                         | 5:10    |  |
| 5.             | "Cristo ou Barrabás"            | Brother Simion e Estevam Hernandes | 4:59    |  |
| 6.             | "Amor"                          | Brother Simion e Estevam Hernandes | 5:40    |  |
| 7.             | "Ondas Agitadas"                | Katsbarnea                         | 5:27    |  |
| 8.             | "Palavra Ap. Estevam Hernandes" | Estevam Hernandes                  | 5:34    |  |
| 9.             | "Apocalipse Now"                | Brother Simion e Estevam Hernandes | 6:00    |  |
| 10.            | "Terra"                         | Brother Simion e Estevam Hernandes | 4:59    |  |
| 11.            | "Meio Fio"                      | Katsbarnea                         | 4:18    |  |
| 12.            | "Corredor 18"                   | Paulinho Makuko                    | 4:48    |  |
| 13.            | "Viagem de Oração"              | Katsbarnea                         | 7:48    |  |
| 14.            | "Revolução"                     | Brother Simion e Estevam Hernandes | 6:37    |  |
| Duração total: | Duração total:                  | Duração total:                     | 71:41   |  |

## Ficha Técnica
- Gravação ao vivo: Palace (São Paulo)
- Unidade móvel de áudio: ARP
- Produção Musical: Katsbarnea
- Produção Executiva: Tid Hernandes
- Direção Geral: Bispo Jorge Bruno
- Engenheiro de áudio: Roberto Marques
- Auxiliar Técnico: Maurício Trindade
- Mixagem e Masterização: Estúdio ARP (Roberto Marques e Zorro)
- Contra Regras: José Abraão
- Iluminação: Auro Light's
- PA e Palco: Loudness
- Roadie: Alê
- Concepção de Capa: Paulinho Makuko
- Fotografia: André Loretti
- Design Gráfico: Abbud Comunicação Integrada
- Direção de Arte: Alexandre Zamperlini
- Arranjos: Katsbarnea
- Back Vocal: Gislene e Denyse Bittencourt
- Vocal e Percussão: Paulinho Makuko
- Violao: Déio Tambasco
- Baixolao: Jadão
- Percussão: Ari Bahia
- Bateria: Marcelo Gasperini
- Arranjos de Sopro e Cordas: Maestro Zerro Santos
- Sax Alto e Flauta: Samuel André Pompeu
- Sax Tenor e Clarinete: Joaquim Onofre Araújo Neto
- Trompete: Rogério Souza Lima
- Trombone: Toddy Wadon Murphy
- Trompa: Eduardo Minczuk
- Violão de aço e nylon: Michel Leme
- Violinos: Maria Fernanda Krug, Tereza Catto Ribeiro, Carolina Kliemann, Karen Lena Hanai e Karina Caramuri Petry
- Violoncelo: Ana Beatriz Ferreira Rebello
- Violas: Ana Isabel Ferreira Rebello e Shanda Previde Landoski